# Richard Verreau
Richard Verreau (Château-Richer, 1 de enero de 1926 – Quebec, 6 de julio de 2005) fue un célebre tenor canadiense. 
Estudió canto clásico en la Universidad Laval y consiguió una beca para seguir su carrera en París, gracias a la ayuda y los consejos de otro tener quebequés Raoul Jobin. Trabajó y estudió más tarde en el ópera de Lyon y en Roma con Beniamino Gigli; a finales de los 1950, fue solista habitual de la Orquesta sinfónica de Montreal.
Tras su debut como primer tenor en el Metropolitan de Nueva York, en el papel Fausto de Gounod, calificado de « nuevo Caruso » por el New York Times, cosechó un gran éxito internacional, pero su carrera se vio bruscamente interrumpida por problemas vocales a mitad de los años 1960, dedicándose más tarde a la pintura. 
Padre de dos hijos, enviudó al poco tiempo cuando vivía en Lévis, falleció en la ciudad de Quebec por un cáncer de pulmón, está enterrado en el cementerio de Notre-Dame-de-Belmont.

## Discografía
- 1959: Chantons Noël: Orquesta y coro de André Grassi; RCA LSC-2390 et RCA KGL-1-0215, réédité en 2001 BMG QGCD9101.
- 1959: Richard Verreau à l'église: con los Discípulos de Massenet, dirigidos por Charles Goulet, J. Martin à l'orgue; RCA CCS-1003.
- 1959: La condenación de Fausto (Hector Berlioz); Orchestre des Concerts Lamoureux, Igor Markevitch chef d'orchestre; 2-DG SLPM-138-099, (sélections) DG 2538-244.
- 1960: Opéra: quelques grands airs; Orquesta Sinfónica de Turín, Wilfrid Pelletier jefe de orquesta; RCA LSC-2458 et RCA KGL-1-0217.
- 1960: Sérénade: airs napolitains; Orquesta de André Grassi; RCA LSC-2502 et RCA KGL-1-0216.
- 1961: Romance: romances françaises et italiennes; Orquesta de André Grassi; RCA LSC-2573, RCA KGL-1-0079, (« Marechiare ») Tapestry GD-9377.
- 1962: Concert: Adam, Gounod, Bizet et autres; Chœur d'Yvonne Gouverné, Orchestre Symphonique RCA Victor, R. Blareau chef d'orchestre; RCA LSC-2645 et RCA KGL-1-0189.
- 1963: Misa en si menor (Bach); Temple University Choirs, Orquesta de Philadelphia, Eugene Ormandy jefe de orquesta; 2-Col M3S-680.
- 1967: Haendel, Caccini, Stradella y otros; John Newmark al piano; CBC Expo-20 et RCI 249.
- 2001: La Collection [réédition sur CD]; BMG 74321897582.

## Reconocimientos
- 1961 - Grand Prix du disque de France, por La Damnation de Faust
- 1991 - Miembro de l'Académie des Grands Québécois (Chambre de commerce de Québec)
- 1996 - Miembro del Panthéon canadien de l’art lyrique (Opéra de Montréal)
- 1998 - Oficial de la Orden de Canadá
- 1999 - premio del Coro del público, en el Festival international de musique de Montréal
- 2000 - Oficial de la Orden nacional de Quebec
- 2004 - Embajador de la Ópera de Quebec